# Medaliści mistrzostw świata w kolarstwie halowym - Czwórki kobiet
Pełna lista medalistów mistrzostw świata w kolarstwie halowym w czwórkach kobiet.

## Medaliści
| Rok  | Złoto                                                                                 | Srebro                                                                                | Brąz                                                                                |
| ---- | ------------------------------------------------------------------------------------- | ------------------------------------------------------------------------------------- | ----------------------------------------------------------------------------------- |
| 2001 | Niemcy Sandra Posch · Petra Kollmer · Martina Werndl · Christine Antje Wirth          | Szwajcaria Petra Storchenegger · Eliane Zeller · Jeanette Schneider · Sabrina Lenherr | Austria Kathrin Hagen · Melanie Melbinger · Silke Melbinger · Martina Schwar        |
| 2002 | Niemcy Michaela Bodmeier · Martina Grimm · Sandra Posch · Stefanie Sackheim           | Szwajcaria Petra Storchenegger · Eliane Zeller · Jeanette Schneider · Sabrina Lenherr | Austria Kathrin Hagen · Melanie Melbinger · Silke Melbinger · Martina Schwar        |
| 2003 | Szwajcaria Petra Storchenegger · Eliane Zeller · Jeanette Schneider · Sabrina Lenherr | Niemcy Katja Gaißer · Simone Rudolf · Christine Zimmermann · Manuela Dieterle         | Austria Kathrin Hagen · Melanie Melbinger · Silke Melbinger · Martina Schwar        |
| 2004 | Szwajcaria Petra Storchenegger · Eliane Zeller · Jeanette Schneider · Sabrina Lenherr | Niemcy Katja Gaißer · Simone Rudolf · Christine Zimmermann · Manuela Dieterle         | Czechy Marketa Toboliková · Jana Oplocká · Kateřina Pribylová · Michaela Matousková |
| 2005 | Czechy Marketa Toboliková · Jana Oplocká · Kateřina Pribylová · Michaela Matousková   | Austria Kathrin Hagen · Melanie Melbinger · Silke Melbinger · Martina Schwar          | Szwajcaria Daniela Keller · Corinna Paul · Doris Roth · Angela Bollinger            |
| 2006 | Niemcy Wöhler · Carvallo-Becker · Carvalho · Pawletta                                 | Czechy Marketa Toboliková · Jana Oplocká · Kateřina Pribylová · Michaela Matousková   | Szwajcaria Daniela Keller · Corinna Paul · Doris Roth · Angela Bollinger            |
| 2007 | Niemcy Manuela Dieterle · Katja Gaißer · Simone Rudolf · Ines Rudolf                  | Austria Kathrin Hagen · Melanie Melbinger · Silke Melbinger · Martina Schwar          | Szwajcaria Daniela Keller · Corinna Paul · Doris Roth · Angela Bollinger            |
| 2008 | Austria Kathrin Hagen · Melanie Melbinger · Silke Melbinger · Martina Schwar          | Niemcy Manuela Dieterle · Katja Gaißer · Simone Rudolf · Ines Rudolf                  | Szwajcaria Anja Gollmann · Daniela Keller · Maura Stiefel · Nora Willener           |
| 2009 | Niemcy Manuela Dieterle · Katja Gaißer · Simone Rudolf · Ines Rudolf                  | Austria Kathrin Hagen · Melanie Melbinger · Silke Melbinger · Martina Schwar          | Szwajcaria Anja Gollmann · Daniela Keller · Maura Stiefel · Nora Willener           |
| 2010 | Niemcy Katharina Gülich · Sonja Mauermeier · Ramona Strassner · Ruth-Maria Weiand     | Austria Martina Diem · Tanja Hutter · Joana Loureiro da Costa · Claudia Mathis        | Szwajcaria Anja Gollmann · Daniela Keller · Maura Stiefel · Nora Willener           |
| 2011 | Niemcy Katharina Gülich · Sonja Mauermeier · Ramona Strassner · Christina Posch       | Szwajcaria Carolin Noll · Daniela Keller · Maura Stiefel · Nora Willener              | Słowacja Korina Vas · Dora Szabo · Viktoria Csente · Alica Vincze                   |
| 2012 | Niemcy Katharina Gülich · Sonja Mauermeier · Ramona Strassner · Christina Posch       | Szwajcaria Carolin Noll · Daniela Keller · Maura Stiefel · Nora Willener              | Austria Nina Klammsteiner · Marion Müller · Elisa Klammsteiner · Anna Pircher       |